# Schlafen!

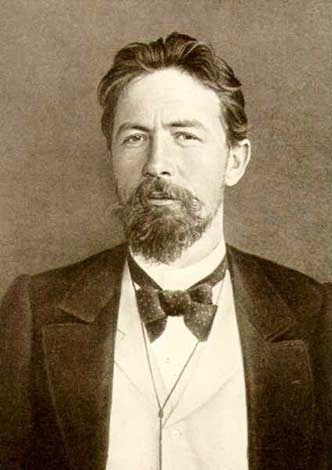
Anton Tschechow

Schlafen!, auch Schlafen, nur schlafen (russisch Спать хочется, Spat chotschetsja), ist eine Kurzgeschichte des russischen Schriftstellers Anton Tschechow, die am 25. Januar 1888 in der Tageszeitung Peterburgskaja gaseta erschien. Alexei Pleschtschejew, der auch für diese Zeitung arbeitete, habe den Autor damals um kürzere Texte als Die Steppe gebeten. Anton Tschechow lieferte Schlafen! Nach Ansicht des Literaturkritikers Alexander Ismailow habe der Autor Impressionen aus seiner Taganroger Gymnasiastenzeit verarbeitet. Im Laden seines Vaters musste der Junge neben dem Schulbesuch arbeiten. Zu Lebzeiten Anton Tschechows wurde die Geschichte ins Bulgarische, Deutsche, Finnische, Rumänische, Serbokroatische und Tschechische übersetzt.

## Inhalt
Das weinende Kleinstkind des schnarchenden Schusters hält das 13-jährige Kindermädchen Warka auf Trab. Warka fürchtet die Schläge der Schustersfrau und darf nicht einschlummern. Halbschlaf versetzt das junge Mädchen in die Vergangenheit – in die düstere elterliche Hütte – zurück. Der erkrankte Vater Jefim muss starke Schmerzen erdulden. Die Mutter Pelagea lässt den Vater ins Krankenhaus bringen. Die Operation kommt zu spät. Der Vater stirbt. Auf Geheiß der Mutter muss sich Warka in der Stadt verdingen.
Der Schuster zieht die träumende Warka an den Ohren. Die Schustersfrau, herbeigerufen durch das Geschrei ihres Kindes, stillt es. Warka muss das weiter schreiende Kind in seiner Wiege schaukeln und am Morgen dann den Ofen heizen sowie Schuhe putzen. An das Nachholen fehlenden Schlafes ist nicht zu denken. Tagsüber muss Warka waschen, bügeln, bei Tisch bedienen, den Samowar heizen und einkaufen. Als das Mädchen in der nächsten Nacht wieder nicht schlafen darf, richtet sich sein Zorn gegen das schreiende Wiegenkind. Warka erstickt das Kindlein und schläft sogleich ein.

## Rezeption
Von Nikolai Michailowitsch Jeschow (1862–1942), Alexander Lasarew-Grusinski (1861–1927), Alexander Ertel und Iwan Gorbunow-Possadow seien kontroverse Ansichten überliefert. Nichtsdestotrotz habe Tolstoi den Text geschätzt.
Vermutlich beruht Katherine Mansfields Kurzgeschichte The Child-Who-Was-Tired (1910) auf Tschechows Idee.

## Deutschsprachige Ausgaben
- Schlafen, nur schlafen. In Peter Urban (Hrsg.): Anton Tschechow: Das erzählende Werk in zehn Bänden. Teil Flattergeist. Erzählungen 1888–1892. Aus dem Russischen von Gerhard Dick. Diogenes, Zürich 1976, ISBN 978-3-257-20264-9